# Dávid Tóth
Dávid Tóth (* 21. Februar 1985 in Székesfehérvár) ist ein ehemaliger ungarischer Kanute.

## Karriere
Dávid Tóth, zu der Zeit Mitglied beim MTK Budapest, wurde 2011 in Szeged im Zweier-Kajak mit Tamás Kulifai über 500 Meter Weltmeister. Im Anschluss nahm an er den Olympischen Spielen 2012 in London teil, bei denen er neben Zoltán Kammerer, Tamás Kulifai und Dániel Pauman zum ungarischen Aufgebot im Vierer-Kajak gehörte. In ihrem Vorlauf sicherten sie sich mit einem Sieg sogleich die direkte Finalqualifikation. Im Endlauf überquerten die Ungarn nach 2:55,699 Minuten als Zweite die Ziellinie, hinter den siegreichen Australiern und vor der tschechischen Mannschaft, womit Tóth, Kammerer, Kulifai und Pauman die Silbermedaille gewannen.
Bei den Europameisterschaften 2013 in Montemor-o-Velho gewann Tóth über 1000 Meter im Vierer-Kajak die Bronzemedaille, die Besetzung entsprach dabei der olympischen Mannschaft des Vorjahres. Ein Jahr später sicherte er sich bei den Weltmeisterschaften 2014 in Moskau in dieser Disziplin mit Kammerer, Pauman und Kulifai ebenfalls Bronze. 2015 verbesserten sie sich in Mailand bei den Weltmeisterschaften schließlich auf den zweiten Platz und gewannen bei den Europaspielen in Baku die Goldmedaille. In Račice u Štětí folgte 2017 eine weitere Silbermedaille bei den Weltmeisterschaften, wobei diesmal Benjámin Ceiner statt Tamás Kulifai Teil der ungarischen Mannschaft war.
Für seine Olympiamedaille im Jahr 2012 erhielt Tóth das Ritterkreuz des Ungarischen Verdienstordens. 